# Taylor King
Taylor Steven King (Huntington Beach, 30 maggio 1988) è un ex cestista statunitense.

## Palmarès

### Squadra
- British Basketball League: 1

Leicester Riders: 2016-17

### Individuale
- McDonald's All-American Game (2007)